# 台東区立忍岡中学校
台東区立忍岡中学校（たいとうくりつ しのぶがおかちゅうがっこう）は、東京都台東区上野公園に所在する区立中学校。

## 沿革
- 1947年（昭和22年）4月1日 - 新学制実施に伴い都立忍岡女子商業高校校舎の一部を借りて、東京都台東区立忍岡中学校開設
- 1947年（昭和22年）6月7日 - 創立記念式挙行、この日を創立記念日と定める
- 1956年（昭和31年）4月1日 - 根岸中学校と統合し、あらためて台東区立忍岡中学校と校名を決定する
- 1956年（昭和31年）7月12日 - 上野公園1番地に新築落成の新校舎に移転
- 1979年（昭和54年）8月31日 - 新校舎完成
- 1980年（昭和55年）3月5日 - 新校舎落成式典
- 2015年（平成27年）4月1日 - 校舎大規模改修工事のため、旧竜泉中学校へ移転
- 2016年（平成28年）3月31日 - 校舎大規模改修工事終了[2]、現所在地に戻る[3]

## 所在地
東京都台東区上野公園18番20号

## 著名な出身者
- 九代目林家正蔵（落語家、落語協会副会長）
- 林家ぽん平（落語家、九代目林家正蔵の次男）

## 交通
- JR山手線・京浜東北線鶯谷駅南口より徒歩30秒。
- 東京メトロ日比谷線入谷駅を出て、西へ徒歩7分[4]。